# Durum (tarwe)
Durumtarwe of harde tarwe (Triticum durum) is een tarwesoort met een grote en harde korrel. Durumtarwe is waarschijnlijk ontstaan uit emmertarwe (Triticum dicoccum) en is een allotetraploïd. Het eiwit van durum bestaat voor ongeveer 56-65% uit gluten (gliadine  en glutenine), ongeveer hetzelfde percentage als in gewone tarwe (Triticum aestivum) het geval is.
Het is de enige tetraploïde tarwesoort die nog veel wordt verbouwd. 10% van het tarweareaal wordt beteeld met durumtarwe.
Durumtarwe groeit alleen goed in een warm klimaat en wordt in Europa voornamelijk in Zuid-Europa verbouwd. De belangrijkste teeltgebieden liggen echter in Noord-Amerika (hoofdzakelijk in North Dakota), Argentinië en Rusland, in gebieden met warme zomers.
De producten die van het meel van deze tarwesoort worden gemaakt, zijn extra stevig. Ook heeft deze tarwe een hoog eiwitgehalte. Het meel is geel gekleurd doordat het endosperm van de korrel geel is. 
Grof gemalen durumtarwe wordt gries of semolina genoemd en bestaat uit korrels met een diameter tussen de 0,25 en 0,75 mm. Hiervan wordt couscous en bulgur gemaakt. Ook de typisch Italiaanse noedels en pasta's worden van dit gries gemaakt. Er is ook een roodkleurige durumtarwe, die hoofdzakelijk als veevoer gebruikt wordt.

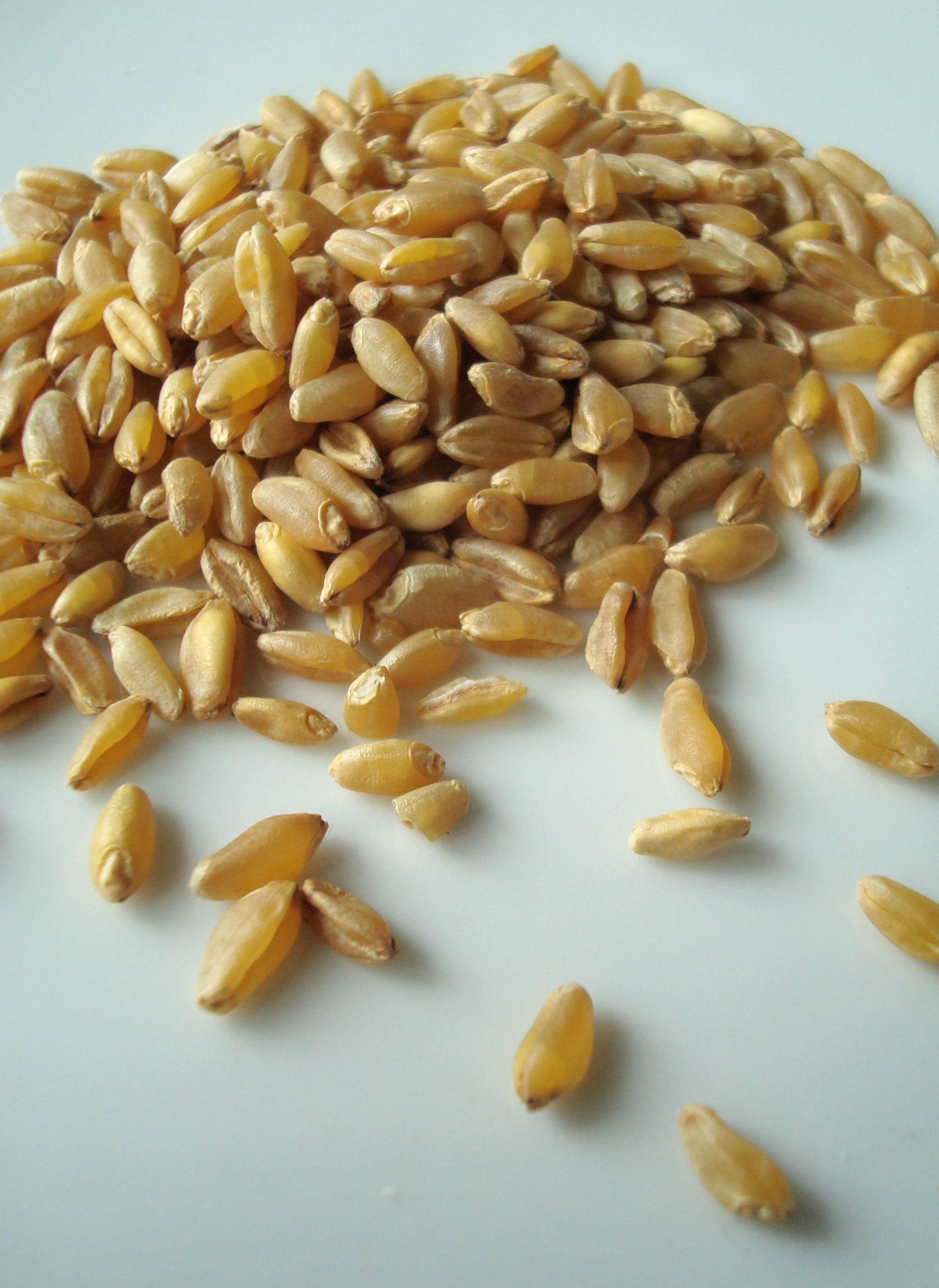
Durum graankorrels

| Mediabestanden Commons heeft mediabestanden op de pagina Triticum durum . |

... · 
T. aestivum (Gewone tarwe) · 
T. compactum (Dwergtarwe) · 
T. dicoccoides (Wilde emmer) · 
T. dicoccum (Emmertarwe) · 
T. durum (Durum) · 
T. monococcum (Eenkoorn) · 
T. spelta (Spelt) · 
...